# HOT WHEELS UNLEASHED
『HOT WHEELS UNLEASHED』（ホットウィールアンリーシュド）は、ミニカーブランド「ホットウィール」シリーズを題材としMilestoneが開発および発売したレースゲームである。PlayStation 5、PlayStation 4、Nintendo Switch、Xbox Series X/S、Xbox One、Steam（Microsoft Windows）向けに2021年9月30日にリリースされた。

## 概要
ゲームでは、プレイヤーはホットウィールで製造されたことのある車両の制御を引き受け、ガレージ、キッチン、寝室などのさまざまな日常の場所や環境に設定されたミニカーで他の対戦相手と競争することができる。ゲームに登場する車両は、大幅にカスタマイズできる。66台の異なる車が発売時に利用可能になる。このゲームは、キャリアモード、タイムトライアル、トラックエディターも備えている。オンラインセッションで最大12人でプレイできる。プレーヤーはローカルの分割画面マルチプレーヤーモードで別のプレーヤーと競争することもできる。
2022年にはPlayStation plusの10月のフリープレイに追加。

## 開発
『MotoGP』と『RIDE』シリーズの開発会社であるイタリアのMilestoneによって開発された。チーフゲームデザイナーであるフェデリコ・カルディーニによると、開発チームはHot Wheels車両をゲーム内で「1：1の比率」に正確に複製することを望んでいた。この方法を使用し、チームは車と地図に多くの微妙な詳細を追加した。カルディーニは、ゲーム内のガレージを「ゲーム全体へのインスピレーション」と表現し、その多くの特徴に注目した。

## 車両
車両は主にホットウィールオリジナルデザイン、実車（ライセンスカー）、キャラクターとのコラボの3つが軸となっている。
なお、ライセンスカーを承諾しているメーカーまたはブランドの車は以下の通り。

### GM
シボレー
- COPOカマロ
- エルカミーノ
- シェビー
- コルベット

ポンティアック
- KITT

キャデラック
- キャデラック・セビルbyグッチ

### フォード
- フォード・マスタングGT
- フォード・トラック
- フォード32

### FCA
ラム
- ラム・1500REVEL

ダッジ
- ダッジ・チャージャーデイトナ

フィアット
- フィアット・500

### アウディ
- アウディ・スポーツクワトロ
- アウディ・R8スパイダー

### ホンダ
- ホンダ・S2000

### BMW
BMW
- BMW・3.0CSLレーシング

ミニ
- ミニ・クーパーSチャレンジ

### AMゼネラル
- ハンヴィー

### ケーニグセグ
- ケーニグセグ・ジェスコ

### アストンマーティン
- アストンマーティン・DB5（1963）

## 販促など
2021年10月1日、コチメディア日本公式により、ツイッター上で発売記念キャンペーンが実施された。これはゲームの初回版とホットウィールのプレミアム2パックがセットになったものである。なお、フェイスブックでのRTも必要となっていた模様。ゲームのプラットフォームも選択できなかった。